# ساکای تادایو
ساکای تادایو (به ژاپنی: 酒井 忠世 Sakai Tadayo); ۱۴ ژوئیهٔ ۱۵۷۲ – ۲۴ آوریل ۱۶۳۶) سامورایی، دایمیو، روجو و سپس  تایرو (ژاپن) در دوره سنگوکو اهل ژاپن بود.